# Profiles in Courage (série télévisée)
Pour l’article homonyme, voir Profiles in Courage.
Profiles in Courage est une série télévisée américaine d'anthologie en 26 épisodes de 44 minutes diffusée entre le 8 novembre 1964 et le 9 mai 1965 sur le réseau NBC. La série est basée sur le livre Profiles in Courage de John Kennedy et Ted Sorensen qui avait remporté le Prix Pulitzer en 1957.

## Synopsis
Chaque épisode est consacré à une personnalité américaine qui a eu une action particulière pendant un moment critique de l'histoire des États-Unis. Sept des huit sénateurs présents dans le livre figurent dans la série, à l'exception de Lucius Lamar, du Mississippi.

## Liste des épisodes
| Épisode # | Date de diffusion | Personnage principal       | Interprété par    |
| --------- | ----------------- | -------------------------- | ----------------- |
| 1         | 8 novembre 1964   | Oscar W. Underwood         | Sidney Blackmer   |
| 2         | 15 novembre 1964  | Mary Stone McDowell (en)   | Rosemary Harris   |
| 3         | 29 novembre 1964  | Thomas Hart Benton         | Brian Keith       |
| 4         | 6 décembre 1964   | Richard T. Ely             | Dan O'Herlihy     |
| 5         | 13 décembre 1964  | Sam Houston                | J.D. Cannon       |
| 6         | 20 décembre 1964  | John M. Slaton (en)        | Walter Matthau    |
| 7         | 27 décembre 1964  | John Adams                 | David McCallum    |
| 8         | 3 janvier 1965    | Robert Taft                | Lee Tracy         |
| 9         | 10 janvier 1965   | Anne Hutchinson            | Wendy Hiller      |
| 10        | 17 janvier 1965   | Alexander William Doniphan | Peter Lawford     |
| 11        | 24 janvier 1965   | John Peter Altgeld         | Burgess Meredith  |
| 12        | 31 janvier 1965   | Frederick Douglass         | Robert Hooks      |
| 13        | 7 février 1965    | Daniel Webster             | Martin Gabel      |
| 14        | 14 février 1965   | Woodrow Wilson             | Whit Bissell      |
| 15        | 21 février 1965   | Prudence Crandall          | Janice Rule       |
| 16        | 28 février 1965   | Andrew Johnson             | Walter Matthau    |
| 17        | 7 mars 1965       | Hamilton Fish              | Henry Jones       |
| 18        | 14 mars 1965      | Charles Evans Hughes       | Kent Smith        |
| 19        | 21 mars 1965      | Edmund G. Ross             | Bradford Dillman  |
| 20        | 28 mars 1965      | George W. Norris           | Tom Bosley        |
| 21        | 4 avril, 1965     | Grover Cleveland           | Carroll O'Connor  |
| 22        | 11 avril 1965     | John Quincy Adams          | Douglas Campbell  |
| 23        | 18 avril 1965     | John Marshall              | Gary Merrill      |
| 24        | 25 avril 1965     | Benjamin Barr Lindsey (en) | George Grizzard   |
| 25        | 2 mai 1965        | George Mason               | Laurence Naismith |
| 26        | 9 mai 1965        | Thomas Corwin              | George Rose       |

## Récompenses et distinctions
La série a reçu deux prix : un Peabody Award pour Robert Saudek, et le Directors Guild of America.